# Galanthus × valentinei
Galanthus × valentinei là một loài thực vật có hoa lai ghép trong họ Amaryllidaceae. Loài này được Beck mô tả khoa học đầu tiên năm 1894.